# 추부도서관
추부도서관은 충청남도 금산군에 있는 도서관이다.

## 연혁
- 2008년 10월 22일 착공
- 2009년 9월 14일 준공
- 2009년 9월 24일 개관
- 2009년 10월 22일 개관식

## 시설현황
- 2층: 일반자료실, 문화사랑방
- 1층: 어린이자료실, 사무실, 서고, 마음나눔방

## 이용 안내
이용시간
- 평일 09:00~22:00
- 주말 09:00~18:00

휴관일
- 일요일
- 법정공휴일(국경일, 명절 연휴)
- 기타 도서관 사정으로 인한 임시휴관일